# M0 (автодорога, Венгрия)
M0 — кольцевая автомагистраль Венгрии, располагающаяся вокруг Будапешта. От M0 последовательно ответвляются автомагистрали M1, M7, M6, M5, M4, M3, M2. Протяжённость трассы составляет 108 км.

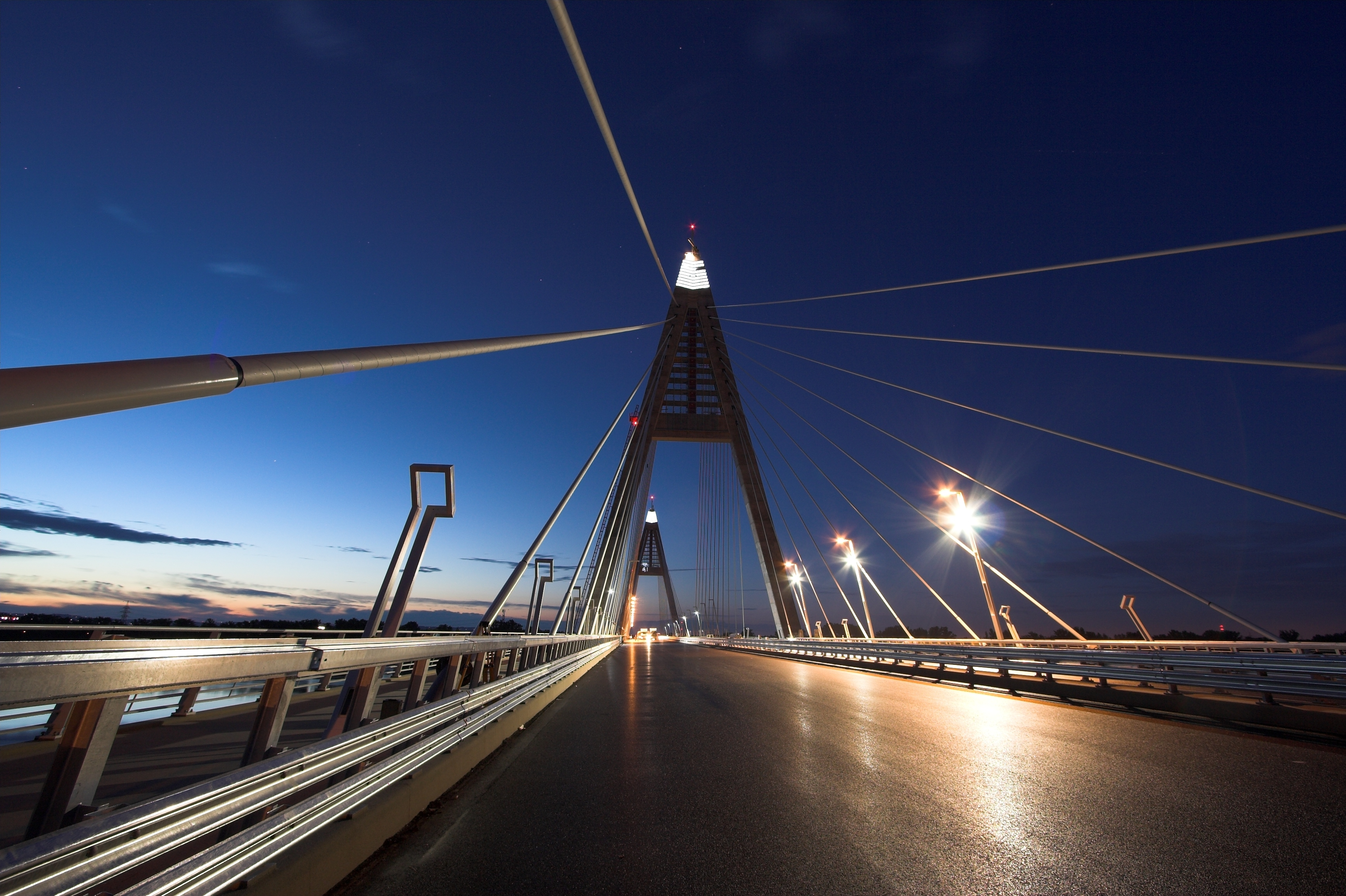
мост Медьери

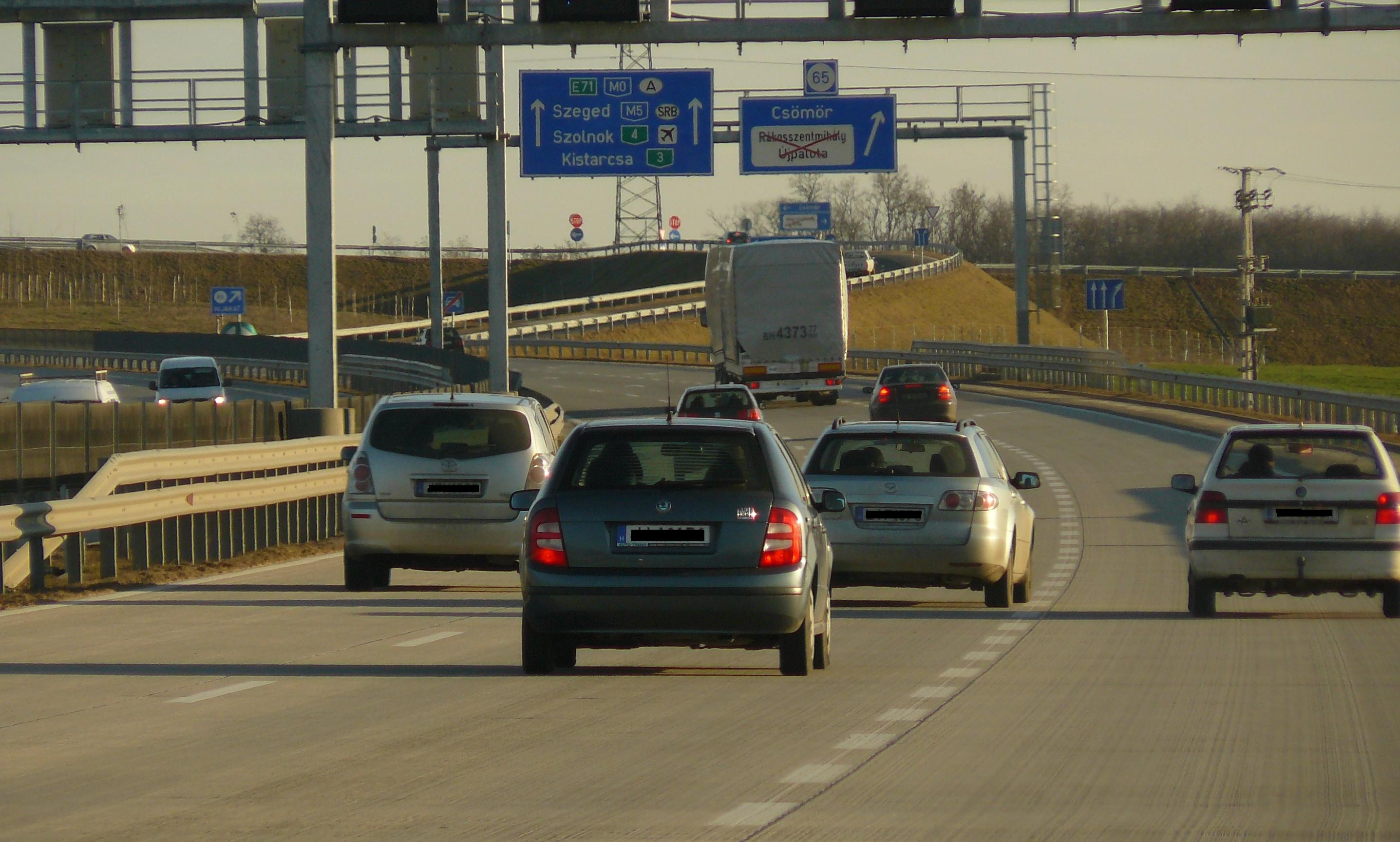
восточный участок M0

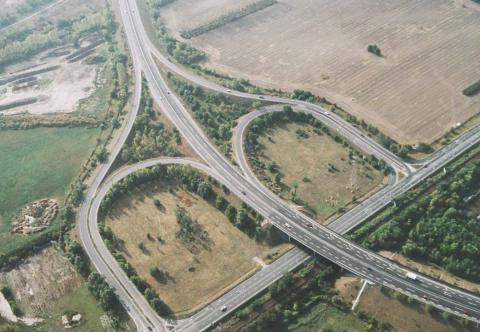
M0 — вид сверху

## Участки трассы

### M1-M7-M6-M5
Старейший участок трассы — 29 км между M1 и M5, он был открыт в несколько этапов с 1990 по 1995 годы. Допустимая скорость на этом отрезке — до 80 км/ч. В сентябре 2008 года был открыт для проезда участок дороги, соединяющий M0 и новое шоссе M6.
Один из участков M0 проходит по трассе M5, завершение строительства отдельного шоссе запланировано на 2010 год, как и расширение трассы в южной части до шести полос. На месте ответвления M6 от M0 уже построена шестиполосная трасса.

### M5-M4
12 километров между M5 и запланированной магистралью M4 было проложено в 2005 году. Максимальная скорость на этом участке — 110 км/ч.

### M4-M3
26-километровый участок между M4 и M3 был завершён в сентябре 2008 года.

### M3 — мост Медьери
Участок трассы длиной в 7 км между M3 и мостом Медьери был открыт до соединения M3 c M0 и назывался «трасса 2/B» и «трасса 2/A». Магистраль была переименована, когда завершилось строительство участка M0 между M5 и M3. Завершенный в сентябре 2008 мост Медьери соединяет M0 c трассой 11.

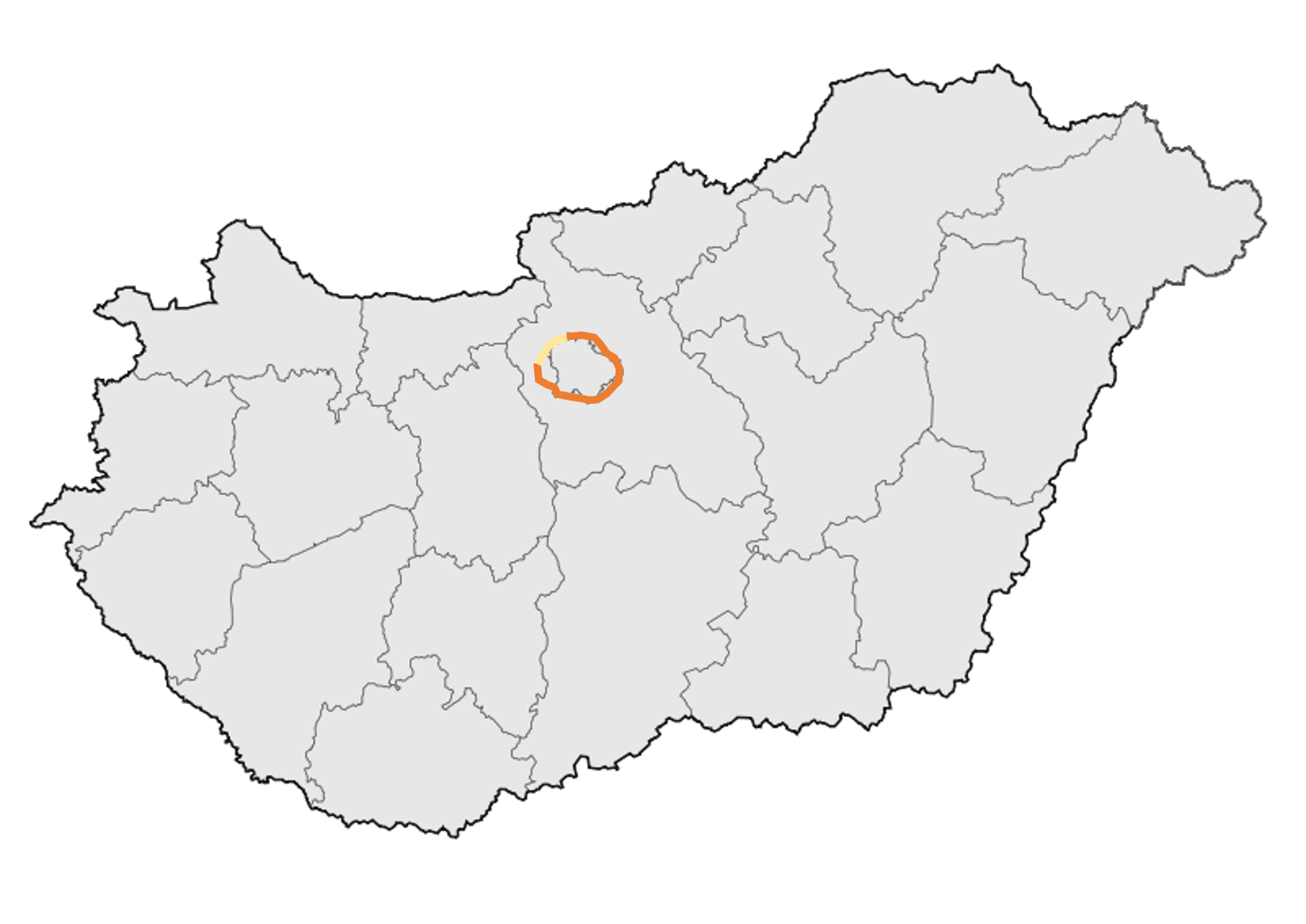
Трасса М0 на карте Венгрии

### Трасса 11 — Трасса 10
9-километровый участок между 10 11 трассой запланирован на 2014 год.

### Трасса 10 — M1
18 км между Трассой 10 и старейшей частью M0 — где ответвляется M1 — запланирован на будущее, точная дата пока не указана.

## Археологические раскопки
В 2001—2006 во время строительства юго-восточной части M0 был обнаружен важный археологический объект — Сарматское гончарное поселение III—IV веков н. э. 

## Развязки, выходы и зоны отдыха
| Знаки | Расстояние | Пункт назначения                       | Примечания                      |
| ----- | ---------- | -------------------------------------- | ------------------------------- |
|       | (-1 км)    | Будаёрш — Татабанья                    |                                 |
|       | (0 км)     | E 60 E 75                              | M1 в сторону Дьёра →            |
|       | (2 км)     | Тёрёкбалинт                            |                                 |
|       | (3 км)     | Мост Дулачка (170 м)                   |                                 |
|       | (4 км)     | E 71                                   | M7 в сторону озера Балатон →    |
|       | (6 км)     | Зона отдыха Анна-хедь                  | MOL / OMV, McDonald’s           |
|       | (10 км)    | Диошд — Надьканижа                     |                                 |
|       | (11 kmкм   | E 73                                   | M6 в сторону Мохача →           |
|       | (12 км)    | Надьтетень / Будатетень                |                                 |
|       | (13 км)    | Дорога Надьтетень (235 м)              |                                 |
|       | (14 км)    | Будафок — Печ                          |                                 |
|       | (15 км)    | Мост Ференца Деака через Дунай (770 м) |                                 |
|       | (16 км)    | Халастелек / Чепел                     |                                 |
|       | (19 км)    | Сигетсентмиклош / Чепел                |                                 |
|       | (19 км)    | Зона отдыха Анна-хедь                  | OMV, Royal Dutch Shell          |
|       |            | Мост Шорокшар через Дунай (499 м)      |                                 |
|       | (23 км)    | Дунахарасти / Шорокшар - Байя          |                                 |
|       | (24 ккм)   |                                        | Часть прежней дороги M0         |
|       | (25 км)    | Шорокшар — Кечкемет                    |                                 |
|       | (31 км)    | E 75                                   | M5 в сторону Сегеда →           |
|       | (34 км)    | Пештсентимре                           |                                 |
|       | (37 км)    | Дьял                                   |                                 |
|       | (38 км)    | Зона отдыха Алачкай                    | MOL / MOL                       |
|       | (42 км)    | E 60 / Аэропорт                        | M4 в сторону Солнока →          |
|       | (46 км)    | Эчер                                   |                                 |
|       | (48 км)    | Маглод / Ракошкерестур — Ясберень      |                                 |
|       | (52 км)    | Пецел / Ракошчаба                      |                                 |
|       | (53 км)    | мост через Ракош                       |                                 |
|       | (54 км)    |                                        | перекрёсток с M3                |
|       | (55 км)    | Надьтарча / Ракошлигет                 |                                 |
|       | (58 км)    | Надьтарча / Цинкота                    |                                 |
|       | (60 км)    | Цинкота / Киштарча — Мишколц           |                                 |
|       | (65 км)    | Чёмёр / Уйпалота                       |                                 |
|       | (69 км)    | E 71                                   | M3 в сторону Ньиредьхаза → М-06 |
|       | (70 км)    | Фот / Ракошпалота                      |                                 |
|       | (72 км)    | E 77                                   | M2 в сторону Вача → R3          |
|       | (73 км)    | Дунакеси                               |                                 |
|       | (75 км)    | Уйпешт — Вач                           |                                 |
|       | (76 км)    | Мост Медьер через Дунай (1852 м)       |                                 |
|       | (78 км)    | Будакалас / Бекашмедьер — Сентендре    |                                 |